# アサー・トンプソン
アサー・XLNC・トンプソン（Ausar XLNC Thompson, 2003年1月30日 - ）は、アメリカ合衆国カリフォルニア州オークランド出身のプロバスケットボール選手。NBAのデトロイト・ピストンズに所属している。ポジションはシューティングガードまたはスモールフォワード。同じくNBA選手のアメン・トンプソンは双子の兄。

## 経歴

### ハイスクール
双子の兄弟のアメンと共にパイン・クレストスクールでプレーし、4年目のシーズンは平均22.6得点、7.2リバウンド、3.4アシストを記録した。

### オーバータイム・エリート
大学へは進学せず、アメンと共に2021年から創設されたオーバータイム・エリートと契約した。
1年目の2021-22シーズンはチーム・エリートに配属された。プレーオフの優勝決定戦ではアメンの所属するチームOTEと対戦。勝利した方が優勝となる第3戦で20得点を記録して勝利に貢献し、MVPを受賞した。
2年目の2022-23シーズンはリーグの拡張に伴いチームが一新。新たにシティ・リーパーズへ配属され、アメンとチームメイトになった。

### デトロイト・ピストンズ
2023年のNBAドラフトにて1巡目全体5位でデトロイト・ピストンズから指名され、兄・アメンは全体4位でヒューストン・ロケッツから指名された。これにより、同じドラフトで兄弟のどちらも全体5位以内で指名されたNBA史上初の事例となった。 

#### 2023-24シーズン
10月25日のマイアミ・ヒート戦でNBAデビューを果たして4得点、7リバウンド、3アシスト、5ブロックを記録し、NBAデビュー戦で5ブロックを記録した史上最年少選手（20歳269日）となった。
2024年3月20日に血栓の手術のために残りのシーズンを全休することが発表された。このシーズン、アサーは63試合（先発38試合）に出場して平均8.8得点、6.4リバウンド、1.9アシストを記録した。

## 個人成績

### NBA

#### レギュラーシーズン
| シーズン | チーム | GP  | GS | MPG  | FG%  | 3P%  | FT%  | RPG | APG | SPG | BPG | PPG  |
| -------- | ------ | --- | -- | ---- | ---- | ---- | ---- | --- | --- | --- | --- | ---- |
| 2023–24  | DET    | 63  | 38 | 25.1 | .483 | .186 | .597 | 6.4 | 1.9 | 1.1 | .9  | 8.8  |
| 2024–25  | DET    | 59  | 48 | 22.5 | .535 | .224 | .641 | 5.1 | 2.3 | 1.7 | .7  | 10.1 |
| 通算     | 通算   | 122 | 86 | 23.9 | .509 | .198 | .621 | 5.8 | 2.1 | 1.4 | .8  | 9.4  |

#### プレーオフ
| シーズン | チーム | GP | GS | MPG  | FG%  | 3P%  | FT%  | RPG | APG | SPG | BPG | PPG  |
| -------- | ------ | -- | -- | ---- | ---- | ---- | ---- | --- | --- | --- | --- | ---- |
| 2025     | DET    | 6  | 6  | 22.5 | .571 | .000 | .583 | 5.2 | 1.0 | 1.2 | .8  | 11.5 |
| 通算     | 通算   | 6  | 6  | 22.5 | .571 | .000 | .583 | 5.2 | 1.0 | 1.2 | .8  | 11.5 |